# 三重県立川越高等学校
三重県立川越高等学校（みえけんりつかわごえこうとうがっこう）は、三重県三重郡川越町にある公立高等学校。

## 概要
普通科と国際文理科を有し、普通科定員200名、国際文理科定員80名からなる進学校である。
2002年（平成14年度）から2004年（平成16年度）まで、文部科学省のSuper English Language High School（SELHi）認定校であった。
国際文理科の前身が英語科であったことから、文系の進学志向が多く、例年男子生徒よりも女子生徒の比率のほうが高い。国際文理科は、前期選抜において学校独自の方法が採れる自己推薦選抜を導入している。2012年（平成24年度）入学生より、英語科は国際文理科へ改変され、理系学部への進学が可能となった。
- 校風づくりに力を入れており、「文武両道」をモットーとしている。

- 2008年（平成20年度）には川越高校イメージキャラクター「ゴエゴエ」がつくられ、実際にキーホルダーまで作られた。このキャラクターのモチーフは川越高校の前にある、卒業生が建てた大きな石による。

## 沿革
- 1986年（昭和61年）：三重県立川越高等学校が開校する。
- 1991年（平成03年）：トレーニングセンター・卓球場完成。
- 1992年（平成04年）：部室建築工事完成。
- 1994年（平成06年）：1号棟体育館、2階通路屋根完成。
- 1999年（平成11年）：テニスコート移設工事完成。
- 2000年（平成12年）： 全国高等学校クイズ選手権（第20回大会）で優勝。
- 2001年（平成13年）：マルチメディア教室完成。
- 2002年（平成14年）：スーパーイングリッシュランゲージハイスクール（文部科学省）に指定される。
- 2003年（平成15年）：ＩＴ教室完成。
- 2005年（平成17年）：創立20周年となる。
- 2006年（平成18年）：文化部棟完成。
- 2009年（平成21年）：3号棟エレベーター設置工事完成。
- 2010年（平成22年）：新制服を発表。
- 2012年（平成24年）：英語科を国際文理科に改編。
- 2019年（令和元年）：55分授業・2学期制を導入。

## カリキュラム
普通科・国際文理科ともに2年次で文系・理系に分かれ、3年次でさらに細分化される。
国際文理科では、2年次に全員が「海外スタディーツアー」を実施しており、3日間ほどシンガポールに滞在し、大学での英語による講義を受講したり、英語でのプレゼンテーションと質疑応答を行う。

## 進路
ほとんどの生徒が四年制大学へ進学し、毎年100名以上が国公立大学へ合格している。

## 学校行事
遠足、1年国際文理科大学見学、夏季課外授業、体育大会、文化祭、2年国際文理科海外スタディーツアー、2年普通科修学旅行、学校見学会

## 部活動
空手道部が特に強豪で、全国高校総体に23年連続出場している。
- 運動部

陸上競技部・バレーボール部・バスケットボール部・テニス部・ソフトボール部・野球部・サッカー部・剣道部・卓球部・ハンドボール部・柔道部・空手道部・バドミントン部・ラグビー部
- 文化部

美術部・音楽部・英語インターアクト部・家庭部・茶道部・放送部・吹奏楽部・イラスト部・クイズ研究所・演劇部・自然科学部・書道部

## 出身著名人
- やついいちろう - お笑い芸人（エレキコミック）
- 3代目林家菊丸 - 上方落語家
- 松井勝法 - 漫画家
- 松岡学 - 高知工科大学准教授、数学者（第1期生）

## アクセス
- JR関西本線「朝日駅」から徒歩約13分。
- 近鉄名古屋線「伊勢朝日駅」から徒歩約18分。
- 近鉄名古屋線「川越富洲原駅」から徒歩約20分。
- 近鉄名古屋線・三岐鉄道三岐線「近鉄富田駅」から三岐バス（川越高校線）で約10分。

JR関西本線を利用する場合は、「朝日駅」が最寄りの駅となる。

近鉄名古屋線を利用する場合は、最寄り駅は「伊勢朝日駅」および「川越富洲原駅」である。

通常、桑名方面から通学する生徒は「伊勢朝日駅」を、四日市方面から通学する生徒は「川越富洲原駅」を利用している。
登下校の時間のみ「近鉄富田駅」から三岐バス（川越高校線）が直通運転しているが、本数は限られる。